# Inside fireworks vol.5
inside fireworks vol.5（インサイド　ファイヤーワークス　ボリュームファイブ）は、2015年3月13日から会場限定で販売が開始された、5曲入りCDである。

## 概要
- 過去の名曲を、アコースティックアレンジで再録音した5曲入りCD
- セカイイチメルマガ会員限定アコースティックライブ『inside fireworks vol.5』（東京・大阪・名古屋）会場にて発売

## 収録曲
1. ドール
2. 石コロブ
3. melody
4. 僕らの歌
5. ミソラ